# Судороги скелетных мышц
Судороги скелетных мышц или мышечные судороги, сведение мышц — эпизодическое внезапное непроизвольное болезненное сокращение мышцы или её части, которое может длиться как секунды, так и минуты, с видимым или прощупываемым уплотнением затронутой мышцы. Обычно судороги возникают в состоянии покоя, часто по ночам. Подвержены судорогам чаще всего икры ног.

## Понятие и терминология
Судороги — понятие более узкое, нежели понятие спазма мышцы: к спазмам относятся любые непроизвольные сокращения мышц. Судороги отличаются от мышечной контрактуры, которая также является болезненной и непроизвольной, но при которой не наблюдается электрической активности. Судороги также отличаются от дистоний, отличительными особенностями судорог являются внезапность с острым возникновением болезненных ощущений, вовлечение только одной мышцы и спонтанное прекращение судорог либо же их прекращение при растяжении затронутой мышцы. Не рассматриваются в качестве судорог и неприятные ощущения, возникающие при синдроме беспокойных ног.
В литературе понятие судорог используют для описания симптомов боли в мышце, их непроизвольного сокращения. Определение может включать как одну мышцу или её часть, так и одну мышцу или группу мышц. Существуют определения, которые могут охватывать собою спазмы, миалгию и контрактуру. Фактически же истинная мышечная судорога характеризуется как болезненное непроизвольное мышечное сокращение, при котором уплотнение мышцы является видимым или прощупываемым, при этом под судорогами понимаются судороги скелетных мышц. Контрактура мышц, дистония и тетания являются схожими с судорогами состояниями, но настоящими судорогами данные состояния не являются.

## Общие сведения
Судороги — распространённое явление, ассоциируются с физическими нагрузками, беременностью, пожилым возрастом, в подобных случаях судороги называются идиопатическими, поскольку отсутствует какая-либо патология. Помимо доброкачественных, судороги также могут быть связаны и с многими патологическими состояниями.
В связи с тем, что возникновение судорог непредсказуемо, их достаточно сложно изучать экспериментальным образом, и их патофизиология остаётся плохо изученной. Некоторое понимание природы судорог дали эксперименты с искусственным индуцированием судорог у здоровых людей, для чего использовались определённые физиологические процедуры или электрическое стимулирование. В случае электрически индуцируемых судорог одни мышцы оказывались более подвержены судорогам, нежели другие. В случае стимулирования также судороги не начинаются, если мышца не была сокращена. Некоторые исследования указывают, что нервная активность во время судорог берёт своё начало в спинном мозге.